# Computerworld (blog)
Computerworld è una pubblicazione professionale decennale "diventata digitale" nel 2014. Il suo pubblico è composto da professionisti della tecnologia dell'informazione (IT) e della tecnologia aziendale ed è disponibile tramite un sito web e una rivista digitale.
Stampato come settimanale negli anni '70 e '80, Computerworld era la principale pubblicazione commerciale nel settore dell'elaborazione dei dati. Infatti, sulla base dei dati sulla circolazione e sulle entrate, è stata una delle pubblicazioni commerciali di maggior successo in qualsiasi settore. Nel periodo successivo ha iniziato a perdere la sua posizione dominante.
È pubblicato in molti paesi del mondo con lo stesso nome o nomi simili. La versione di Computerworld di ogni paese include contenuti originali ed è gestita in modo indipendente. La società madre di Computerworld US è IDG Communications.

## Storia
Il primo numero è stato pubblicato nel 1967.

### Diffusione internazionale
La società IDG offre il marchio "Computerworld" in 47 paesi in tutto il mondo, con diverse rappresentazioni del nome e modalità di diffusione. Quando IDG ha creato l'edizione svedese nel 1983, ad esempio, il titolo "Computerworld" era già registrato in Svezia da un altro editore. Ecco perché l'edizione svedese si chiama Computer Svezia: è distribuito come giornale del mattino in formato tabloid (41 cm) in 51 000 copie (2007) con una stima di 120.000 lettori; dal 1999 al 2008, è stato pubblicato tre giorni alla settimana, ma dal 2009 è pubblicato solo il martedì e il venerdì.

### Passaggio al digitale
Nel giugno 2014, Computerworld US ha abbandonato la sua edizione cartacea, diventando una pubblicazione esclusivamente digitale. A fine luglio 2014, Computerworld ha lanciato il mensile Computerworld Digital Magazine. Nel 2017, Computerworld ha celebrato il suo cinquantenario nell'editoria tecnologica con una serie di caratteristiche e storie che evidenziano la storia della pubblicazione.
Il sito web di Computerworld è stato presentato per la prima volta nel 1996, quasi due decenni prima dell'ultimo numero stampato.

## Pubblicazione attuale
Gli argomenti di Computerworld US ricalcano la gestione aziendale e IT con riguardo alle tecnologie dell'informazione in generale, alle tecnologie emergenti e ad analisi sulle tendenze tecnologiche. Computerworld pubblica diversi importanti report annuali, tra cui i "100 migliori luoghi di lavoro nell'IT", "IT Salary Survey", i "DATA+ Editors' Choice Awards" e il rapporto annuale di ricerca sulle previsioni. Computerworld in passato ha pubblicato storie che evidenziano gli effetti dell'immigrazione negli Stati Uniti (ad esempio il visto H-1B) sugli ingegneri del software statunitensi.

### Il personale
Il direttore esecutivo di Computerworld negli Stati Uniti è Ken Mingis, che guida un piccolo staff di redattori, scrittori e liberi professionisti che coprono una varietà di argomenti IT aziendali (con un maggior riguardo su Windows, Mobile e Apple/Enterprise).